# Isi Naisarani

a Compétitions nationales et continentales officielles uniquement.

b Matchs officiels uniquement.
Dernière mise à jour le 5 juillet 2024.
Isi Naisarani, né le 14 février 1995 à Naqali (province de Naitasiri, Fidji), est un joueur international australien de rugby à XV d'origine fidjienne évoluant principalement au poste de troisième ligne centre ou de troisième ligne aile.

## Carrière

### En club
Isi Naisarani est né aux Fidji dans le village de Naqali, situé dans la province de Naitasiri. En 2015, il quitte son pays natal pour rejoindre l'Australie, où il est hébergé par son oncle et sa tante à Brisbane, dans le but de lancer sa carrière de joueur de rugby professionnel. Il rejoint alors le club du Souths Rugby en Queensland Premier Rugby en 2015, où il fait rapidement parler de lui par ses qualités physiques,.
Il est ensuite retenu dans l'effectif de Brisbane City pour disputer le NRC pour la saison 2016. Il se fait remarquer en marquant cinq essais en sept rencontres, et en étant retenu dans l'équipe type de la compétition,.
Il rejoint la franchise de la Western Force, évoluant en Super Rugby, pour la saison 2017,. Il fait ses débuts avec sa nouvelle équipe le 25 février 2017 contre les Waratahs, et joue quinze matchs lors de l'année,. Cependant, à l'issue de la saison, la Western Force est retirée du Super Rugby en raison du manque de résultat, et Naisarani est contraint de partir. En 2017, il change également d'équipe de NRC pour rejoindre Perth Spirit, avec qui il joue pendant une saison.
Il signe ensuite un contrat d'un an avec la franchise des Brumbies pour la saison 2018 de Super Rugby. Il effectue une nouvelle bonne saison en jouant quinze matchs, pour cinq essais inscrits.
En juillet 2018, il est annoncé qu'il change à nouveau de franchise en rejoignant les Melbourne Rebels à partir de 2019, ainsi que les Melbourne Rising en NRC,. A la fin de sa première saison avec les Rebels, il est élu par ses partenaires "meilleur joueur de la saison 2019", et prolonge son contrat jusqu'en 2021,.
Au terme de son contrat avec les Rebels en 2021, il décide de rejoindre les Shizuoka Blue Revs pour la saison 2022 du championnat japonais.
Après deux saisons passées au Japon, il fait son retour au sein de l'équipe australienne de la Western Force pour la fin de saison 2023 de Super Rugby à partir d'avril 2023. Il joue quatre matchs, avant de quitter la franchise en fin de saison,.
À la fin de l'année 2023, il est invité à s'entraîner avec les Waratahs, avec pour objectif d'obtenir un contrat professionnel pour la saison 2024 de Super Rugby. Après l'échec de cette expérience, il dispute le Shute Shield avec l'équipe de Sydney University,.

### En équipe nationale
Après avoir joué trois années en Australie, Isi Naisarani devient sélectionnable avec cette nation en avril 2019. Peu de temps après, il est sélectionné pour la première fois avec les Wallabies par le sélectionneur Michael Cheika, afin de participer au Rugby Championship 2019. Le staff australien place beaucoup d'espérances en lui, le considérant comme le premier N°8 de métier depuis la retraite internationale de Wycliff Palu,. Il obtient sa première cape internationale avec l'équipe d'Australie le 20 juillet 2019 à l’occasion d’un match contre l'équipe d'Afrique du Sud à Johannesbourg. Malgré la large défaite de son équipe (35-17), il se montre à son avantage et fait bonne impression.
En août 2019, il est sélectionné dans le groupe australien pour disputer la Coupe du monde au Japon. Il dispute quatre matchs lors de la compétition, contre les Fidji, le pays de Galles, la Géorgie et l'Angleterre.
Après le mondial, il n'entre pas dans les plans du nouveau sélectionneur Dave Rennie, et ne joue aucun match avec les Wallabies en 2020. Il fait son retour en sélection l'année suivante, et dispute les trois matchs la série de test contre la France,.

## Palmarès
Néant

## Statistiques
Au 5 juillet 2024, Isi Naisarani compte 11 capes en équipe d'Australie, dont neuf en tant que titulaire, depuis le 20 juillet 2019 contre l'équipe d'Afrique du Sud à Johannesbourg.
Il participe à une édition du Rugby Championship, en 2019. Il dispute trois rencontres dans cette compétition.